# Campylocera ornatipennis
Campylocera ornatipennis är en tvåvingeart som beskrevs av Willi Hennig 1936. Campylocera ornatipennis ingår i släktet Campylocera och familjen Pyrgotidae. Inga underarter finns listade i Catalogue of Life.